# Aorangi Forest Park
Der Aorangi Forest Park ist ein unter Naturschutz stehender Wald in der Region Wellington auf der Nordinsel von Neuseeland. Der Park untersteht dem Department of Conservation.

## Geographie
Der 19.402 Hektar große Forst Park erstreckt sich über eine Länge von rund 33 km in Nord-Süd-Richtung in den Bergen der Aorangi Range am südöstlichsten Teil der Nordinsel des Landes. An seiner breitesten Stelle in Ost-West-Richtung mist der Park rund 14 km und reicht dabei an einem Punkt bis an die Küste der Palliser Bay und im Süden bis an die Küste der Südspitze der Nordinsel. Die höchste Erhebung im Park stellt der Mount Ross mit 981 m dar. Zu erreichen ist der Forst Park vom New Zealand State Highway 53 von Martinborough aus über die Lake Ferry Road, mit einem Abzweig nach Südosten an die Ostseite des Parks oder bis an die Küste der Palliser Bay und von dort aus an der Küstenstraße entlang weiter nach Süden, mit Zugängen zu den Putangirua Pinnacles und dem südlichsten Teil des Parks.

## Geschichte
Im Jahr 1900 wurden 7730 Hektar des südlichen Teils des heutigen Forest Parks zum State Forest erhoben. 1936 folgte dann der nördliche Teil. Zwischen den beiden Teilen ließ man die Farmwirtschaft mit Viehzucht zu, doch als im Juni 1974 der New Zealand Forest Service die Verantwortung für den Wald übernahm, wurde die Farmwirtschaft eingestellt. Der Forest Service siedelte in den Folgejahren exotischen Pflanzen an, um der Erosion des Bodens entgegenwirken zu können. Im Jahr 1978 wurde der Wald schließlich als Forest Park ausgewiesen und 1987 dem Department of Conservation unterstellt.